# أسكيران

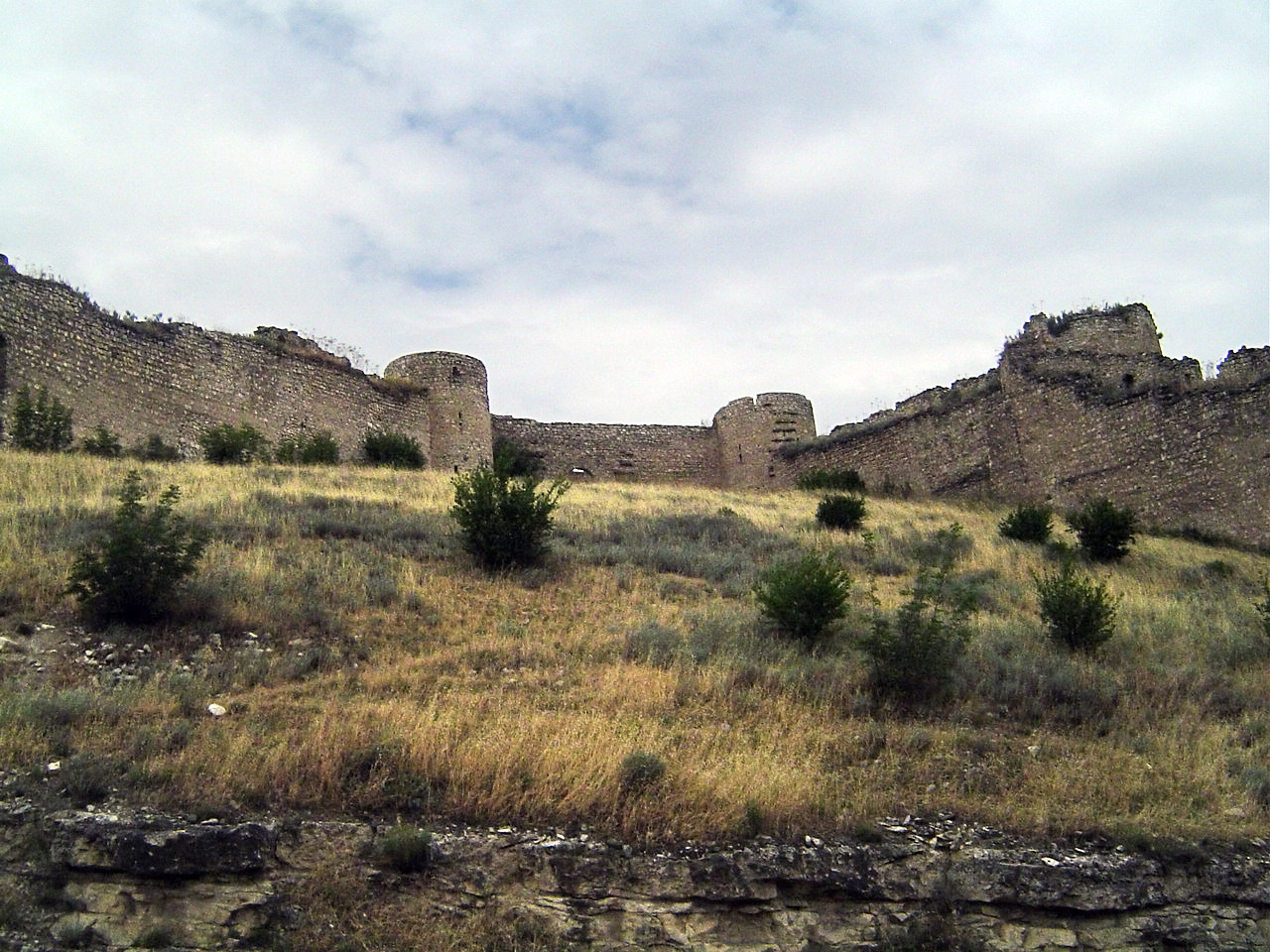
بقايا حصن قديم في أسكيران

أسكيران (بالأرمنية: Ասկերան) مقاطعة من المقاطعات الثمانية التي تتبع جمهورية مرتفعات قرة باغ المستقلة بحكم الأمر الواقع، لكن رسمياً أراضيها جزء من أذربيجان بحكم القانون، تقع أسكيران في وسط الجمهورية، عاصمتها مدينة ستيباناكيرت.